# 繁缕薄蒴草
繁缕薄蒴草（学名：Lepyrodiclis stellarioides）为石竹科薄蒴草属的植物。分布于俄罗斯、伊朗、哈萨克以及中国大陆的新疆等地，生长于海拔2,500米的地区，常生长在山坡杂草灌丛中，目前尚未由人工引种栽培。